# Palair Macedonian
Palair (на англ. Palair Macedonian или Palair Македонские авиалинии) была первой македонской авиакомпанией и первой из двух национальных авиакомпаний, которые были в Македонии, второй была македонская авиатранспортная компания. Она была создана в 1991 году, за несколько месяцев до обретения Македонией независимости. Ее штаб-квартирой был международный аэропорт Скопье. Она просуществовала всего несколько лет и зафиксировала свой упадок в 1996 году по экономическим и политическим причинам.
За время своего существования компания работала примерно с пятнадцатью самолетами, один из которых, Fokker 100, разбился в 1993 году через несколько секунд после взлета из аэропорта Скопье. За время своего существования компания летала по направлениям в Европе, в том числе в Москву.

## История
Авиакомпания Palair была создана в 1991 году, за несколько месяцев до обретения Македонией независимости от СФР Югославии. При этом это первая македонская авиакомпания вообще и первая национальная авиакомпания Республики Македония. Начинает работу с самолетов Ту-154, позже арендует Fokker F-28 и Fokker 100.
Войны в Югославии
После начала Боснийской войны Palair несколько раз в день летал в Сараево, помогая беженцам с войны. В одном из таких случаев в июне 1992 года, когда международный аэропорт Сараево собирался закрыться, самолет Палера совершил последний рейс перед закрытием аэропорта. Во время взлета по самолету было произведено несколько выстрелов, но без последствий и повреждений.
Во время югославских войн Palair Македония участвовал в секретном задании македонских служб безопасности по эвакуации тридцати македонских солдат, оказавшихся в казармах в Хорватии после боев за независимость страны. Самолет Антонов АН-24 летел из Будапешта в Охрид якобы коммерческим рейсом, на котором летела туристическая группа, на самом деле это были военные. Из-за секретности задания даже экипаж самолета не знал, что он собирается перевозить солдат.
Компания зафиксировала свой крах в 1996 году. Затем ООН сняла санкции с Югославии, и на этом югославская национальная авиакомпания JAT Airways продолжила свою работу, вернувшись на рынок Македонии. Это привело к резкому сокращению пользователей Palair Macedonian, из-за чего она больше не могла экономически выжить на рынке. Palair Македония прекратила свою работу в сентябре 1996 года. Тем временем в Македонии работала компания MAT, созданная двумя годами ранее.

## Направления
- Аэропорт «Александар Велики», Скопье
- Аэропорт Амстердам, Нидерланды
- Аэропорт Берлин-Шёнефельд, Берлин, Германия
- Аэропорт Вена, Австрия
- Аэропорт Галилео Галилей, Пиза, Италия
- Аэропорт Дюссельдорф, Германия
- Аеродром Леонардо да Винчи-Фьюмичино, Рим, Италия
- Аеродром «Св. Апостол Павле», Охрид
- Аэропорт София, Болгария
- Аэропорт Франкфурт, Германия
- Аэропорт Гамбург, Германия
- Аэропорт Цюрих, Швейцария
- Аэропорт Шереметьево, Москва, Россия
- Аэропорт Штутгарт, Германия

## Флот
Ту-154 (4) арендованы у Balkan Bulgarian Airlines и имели Болгарские регистрационные номера.
Fokker F28 Fellowship (2)
Fokker 100 (5) (Борт PH-KXL разбился 5 марта 1993.
BAC 1-11 (1) арендован у Jaro International.
Ан-24 (3)

## Аварии и происшествия
За свою короткую историю компания потерпела одну авиакатастрофу. 5 марта 1993 года самолет Fokker 100 рейса 301 авиакомпании Палер Македония разбился через несколько секунд после взлета с взлетно-посадочной полосы в аэропорту Скопье. Рейс был в Цюрих, Швейцария. Расследование показало, что причиной крушения самолета стало обмерзание крыльев и выход из строя их противообледенительной системы. В самолете находились 97 человек, 83 из них погибли.